# Vahselbugten
Vahselbugten er en bugt på vestsiden af Luitpoldkysten i Antarktis. Bugten er 11 km bred og er udløbet for smeltevandet fra Schweitzerbræen og Lerchenfeldbræen. Bugten blev opdaget af den tyske antarktisekspedition 1911–13 under ledelse af Wilhelm Filchner. 
Bugten blev af Filchner opkaldt efter kaptajn Richard Vahsel på ekspeditionskibet Deutschland, som døde på ekspeditionen. Filchner omdøbte senere bugten til Hertug Ernst Bugt efter at en større isflage brød løs og åbenbarede en større bugt, men det første navn er blevet det indarbejdede navn.